# Ney turca
La ney turca es una flauta de caña soplada por un extremo, es una variación otomana del antiguo ney. Junto con el laúd tanbur turco y el violín kemenche turco se consideran los instrumentos más típicos de la música clásica turca. La ney también juega un rol principal en la música de los ritos sufíes de Mevleví (semâ).

## Descripción
Es una flauta oblicua de borde caído hecha de caña gigante (Arundo donax), la ney turca tiene seis agujeros para los dedos en la parte delantera y un agujero para el pulgar de ajuste alto en la parte posterior. El orificio para el pulgar no está centrado, sino que está en ángulo hacia la izquierda o hacia la derecha, dependiendo de si el instrumento es ejecutado con la mano izquierda o derecha en la parte superior.
Una característica que la distingue de instrumentos similares de otras culturas es la boquilla acampanada o el descanso labial, llamada bashpare, tradicionalmente hecha de cuerno de búfalo de agua, marfil o ébano, pero en la actualidad muchas son de plástico o material duradero similar.
La ney turco se toca presionando el bashpare contra los labios casi cerrados e inclinando la flauta para que se pueda soplar una corriente de aire estrecha desde el centro de los labios contra el borde interior hacia la izquierda o la derecha, dependiendo de si la flauta ha sido construida para un zurdo o un diestro. Esta técnica proporciona un volumen más bajo, pero un sonido mejor controlado comparada con el sonido obtenido con la técnica utilizada con la ney persa o el tsuur mongol, que se tocan colocando la boquilla debajo del labio superior y haciendo contacto con los dientes.
Además de los agujeros para los dedos, el tono se altera ajustando la embocadura, el ángulo y la fuerza de la respiración, cuanto más fuerte se consiguen tonos más altos.
En comparación con la mayoría de las flautas y los instrumentos de lengüeta, la ney es muy difícil de tocar al principio, a menudo toma varias semanas de práctica producir un sonido adecuado, y aún más para producir la gama completa de tonos. Un ejecutante experto puede escuchar alrededor de 100 tonos diferentes identificables en un rango de dos octavas y media o más.

## Tamaños
Antes de que se adoptara la convención de nomenclatura de tonos do-re-mi-etc. en Turquía, las notas tenían nombres largos completos que todavía se usan parcialmente en cualquier círculo, por ejemplo, como nombres de digitación para un perde dado (el conjunto de tonos utilizado en la actuación).
| Nombre de Perde | Digitación    | Nota (Registro más bajo de una Ney Mansur) |
| --------------- | ------------- | ------------------------------------------ |
| Neva            | ● ○ ● ○ ○ ● ○ | D                                          |
| Nim hicaz       | ● ● ○ ○ ○ ● ○ | #C                                         |
| Çargah          | ● ● ● ○ ○ ● ○ | C                                          |
| Segah           | ● ● ● ● ○ ● ○ | H                                          |
| Kürdi           | ● ● ● ● ● ○ ○ | ♭H                                         |
| Dügah           | ● ● ● ● ● ● ○ | A                                          |
| Rast            | ● ● ● ● ● ● ● | G                                          |

Las neys vienen en diversas longitudes, cada una produciendo una clave diferente. Los músicos profesionales generalmente poseen un rango de neys en diferentes claves para que coincidan con otros instrumentos en un conjunto.
En algunos círculos musicales turcos, el "tono" (akord) de una ney está determinado por el tono producido por su rast perde. Por ejemplo, algunos se refieren a la nota generada con todos los agujeros cerrados, lo que significa que Davud estaría en la nota Mi (E), Bolahenk nısfiye estaría en Re y Ṣah estaría en Fa (F).
En otros, el tono se determina utilizando la nota (perde) que coincide con A=440 Hz (diapasón). Este tono es una nota más alta, por ejemplo, Mansur es A/La en lugar de G/Sol. Las longitudes a continuación son aproximadas, ya que pueden variar algo debido a las características naturales de la caña individual.
| Ney nombre               | Longitud (promedio) | Tono Dügah (nombre antiguo) | Tono Dügah (turco) | Tono Dügah (piano) |
| ------------------------ | ------------------- | --------------------------- | ------------------ | ------------------ |
| Bolahenk Nısfiye         | 520 mm              | Hüseyni                     | La                 | E / Mi             |
| Bolahenk-Süpürde Mabeyni | 550 mm              | Hisar                       | Sol diyez          | E♭ / Mi bemol      |
| Süpürde Ney              | 580 mm              | Neva                        | Sol                | D / Re             |
| Müstahsen                | 620 mm              | Nim Hicaz                   | Fa diyez           | C♯ / Do diyez      |
| Yıldız Ney               | 665 mm              | Çargah                      | Fa                 | C / Do             |
| Kız Ney                  | 710 mm              | Buselik                     | Mi                 | H / Si             |
| Kız-Mansur Mabeyni       | 745 mm              | Dik Kürdi                   | Mi bemol           | B♭ / Si bemol      |
| Mansur Ney               | 780 mm              | Dügah                       | Re                 | A / La             |
| Mansur-Şah Mabeyni       | 820 mm              | Zirgüle                     | Do diyez           | G♯ / Sol diyez     |
| Şah Ney                  | 860 mm              | Rast                        | Do                 | G / Sol            |
| Davud Ney                | 910 mm              | Irak                        | Si                 | F♯ / Fa diyez      |
| Davud-Bolahenk Mabeyni   | 970 mm              | Acem Aşiran                 | Si bemol           | F / Fa             |
| Bolahenk Ney             | 1 m 40 mm           | Hüseyni Aşiran              | La                 | E / Mi             |

## Músicos
Un músico que toca la ney turca se denomina neyzen. Una distinción curiosa en el idioma turco es que tocar la ney se describe usando el verbo üflemek ("golpe") mientras que para todos los demás instrumentistas se usa el verbo çalmak ("tocar/pincel"). Se especula que la estrecha identificación de la ney con los sufis de Mevleví podría ser el origen de este uso (Dios hizo a Adán de barro, y luego "sopló" la vida en él).
Entre los ejecutantes de ney modernos más conocidos se cuentan Niyazi Sayın, Akagündüz Kutbay, Sadreddin Özçimi, Kudsi Erguner, Süleyman Erguner (torun) y Münip Utandı.

## Digitación
La siguiente es una descripción de cómo se combinan los dedos, el ángulo de soplado y la intensidad del golpe (aproximadamente representados con símbolos de velocidad y dirección del viento tomados del USNWS Archivado el 12 de octubre de 2015 en Wayback Machine.) para crear los tonos en una escala popular ("Hüseyni") en un tipo de ney turco común (Bolahenk). Tenga en cuenta que algunos tonos se pueden producir de dos maneras diferentes.
| Soplo | Digitación    | Frecuencia (Hercio) | Nota |
| ----- | ------------- | ------------------- | ---- |
|       | ● ● ● ● ● ● ● | 587                 | A    |
|       | ● ● ● ● ● ● ○ | 660                 | B    |
|       | ● ● ● ● ○ ● ○ | 739                 | C    |
|       | ● ● ● ○ ○ ● ○ | 783                 | D    |
|       | ● ○ ● ○ ○ ● ○ | 880                 | E    |
|       | ○ ● ○ ● ○ ● ○ | 927                 | F    |
|       | ○ ○ ○ ● ○ ● ○ | 1043                | G    |
|       | ● ● ● ● ● ● ● | 1174                | A    |
|       | ● ● ● ● ● ● ○ | 1321                | B    |
|       | ● ● ● ● ○ ● ○ | -                   | C    |
|       | ● ● ● ○ ○ ● ○ | 1566                | D    |
|       | ● ● ● ● ● ● ● | 1761                | E    |
|       | ● ○ ● ○ ○ ● ○ | 1761                | E    |
|       | ● ● ● ● ● ● ○ | -                   | F    |
|       | ● ● ● ● ○ ● ○ | -                   | G    |
|       | ● ● ● ○ ○ ● ○ | 2348                | A    |
|       | ● ● ● ● ● ● ● | 2348                | A    |
|       | ● ● ● ● ● ● ○ | -                   | B    |
|       | ● ○ ● ○ ○ ● ○ | -                   | B    |
|       | ● ● ● ● ○ ● ○ | -                   | C    |
|       | ● ● ● ○ ○ ● ○ | 3132                | D    |
|       | ● ○ ● ○ ○ ● ○ | 3522                | E    |
|       | ● ● ● ● ○ ● ○ | -                   | F    |
|       | ● ● ● ○ ○ ● ○ | -                   | G    |
|       | ● ○ ● ○ ○ ● ○ | 4696                | A    |
|       | ● ● ● ○ ○ ● ○ | -                   | B    |

Hay cientos de escalas similares en uso en la música clásica turca. Hüseyni es probablemente la más utilizada. Una docena de las escalas más comunes representan una mayoría importante de toda la música clásica turca, mientras que muchas rara vez se usan.

## Instrumentos relacionados
Los parientes más cercanos del turco clásico en otros países, el árabe y el persa, no usan una boquilla, sino que soplan contra el borde afilado del tubo. En la música folclórica turca, un tipo de ney (dilli kaval) tiene un pezón; otro tipo (dilsiz) es una flauta oblicua soplada de borde, como lo es la ney clásica turca. El kaval búlgaro, un instrumento popular, se asemeja a la ney turca del folclore dilsiz. El nai rumano es una flauta de pan en lugar de una flauta, pero puede relacionarse etimológica y morfológicamente.

## Medios populares
Ney Taksimi/Aziz İstanbul una composición de Münip Utandı es la canción de ney turca más buscada en Internet, que se muestra en varios medios. Ney Taksimi significa improvisación con la ney. La siguiente es una tabla que muestra las canciones que usaron la muestra original (los primeros 2 minutos de la grabación vinculados en la fila superior).
| Artista                            | Pista                            | Año  | Género                     | Álbum                              | Enlace                                                                 |
| ---------------------------------- | -------------------------------- | ---- | -------------------------- | ---------------------------------- | ---------------------------------------------------------------------- |
| Münip Utandı                       | Ney Taksimi Aziz İstanbul        | 1998 | Folk Turco Tradicional     | N/A                                | izlesene                                                               |
| Tulku                              | Spiral Dance                     | 1998 | Mundial                    | Season Of Souls                    | YouTube                                                                |
| Muslimgauze                        | Turkish Sword Swallower          | 2000 | Tribal, Experimental       | Sufique EP                         | YouTube                                                                |
| Karunesh                           | Alibaba                          | 2000 | Nueva Era                  | Global Spirit                      | YouTube                                                                |
| Africanism                         | Slave Nation                     | 2003 | Casa Tribal                | Slave Nation                       | YouTube                                                                |
| Christophe Goze                    | Mosaic                           | 2003 | Nueva Era                  | World, Middle East, India ANW 1052 | audionetwork Archivado el 28 de septiembre de 2014 en Wayback Machine. |
| Sergio Marques                     | Morningside                      | 2007 | Trance                     | Special Collector's Edition 2      | beatport                                                               |
| King Mokka                         | Léïli                            | 2007 | Electro House              | Léïli                              | YouTube                                                                |
| YOJI                               | Sandwich (Nhato Remix)           | 2011 | House, Techno, Hard Trance | Sandwich EP                        | YouTube                                                                |
| BluSkay & KeyPlayer                | Giza                             | 2014 | Progressive Trance         | N/A                                | YouTube                                                                |
| Alexandre Bergheau & Geert Huinink | Alas del Desierto (Original Mix) | 2015 | Trance                     | Alas del Desierto                  | YouTube                                                                |